# Thee voor belabberden
Thee voor belabberden is een hoorspel van Yvonne Keuls. De AVRO zond het uit op donderdag 2 april 1970. De regisseur was Emile Kellenaers. De uitzending duurde 30 minuten.

## Rolbezetting
- Joke Reitsma-Hagelen (Paul)
- Hans Karsenbarg (Hans)
- Eva Janssen (moeder)
- Willy Ruys (de vader)
- Tine Medema (Cor, de huishoudster)

## Inhoud
Het gebeuren speelt zich af op een meisjeskamer. Paul heeft haar vriend Hans meegenomen, al heeft haar moeder dat niet graag. Paul (die eigenlijk Paulette heet) is een jongensachtig meisje dat zich verzet tegen de vrouwenrol die haar moeder haar wil opdringen. Ze schrijft gedichten en is verliefd op Hans. Net als zij droomt hij stiekem van huiselijkheid, vrede en geluk, maar hij wil zich niet binden. Als haar moeder Hans een baan bezorgt, wil Paul hem niet meer…